# 吐山スズラン群落

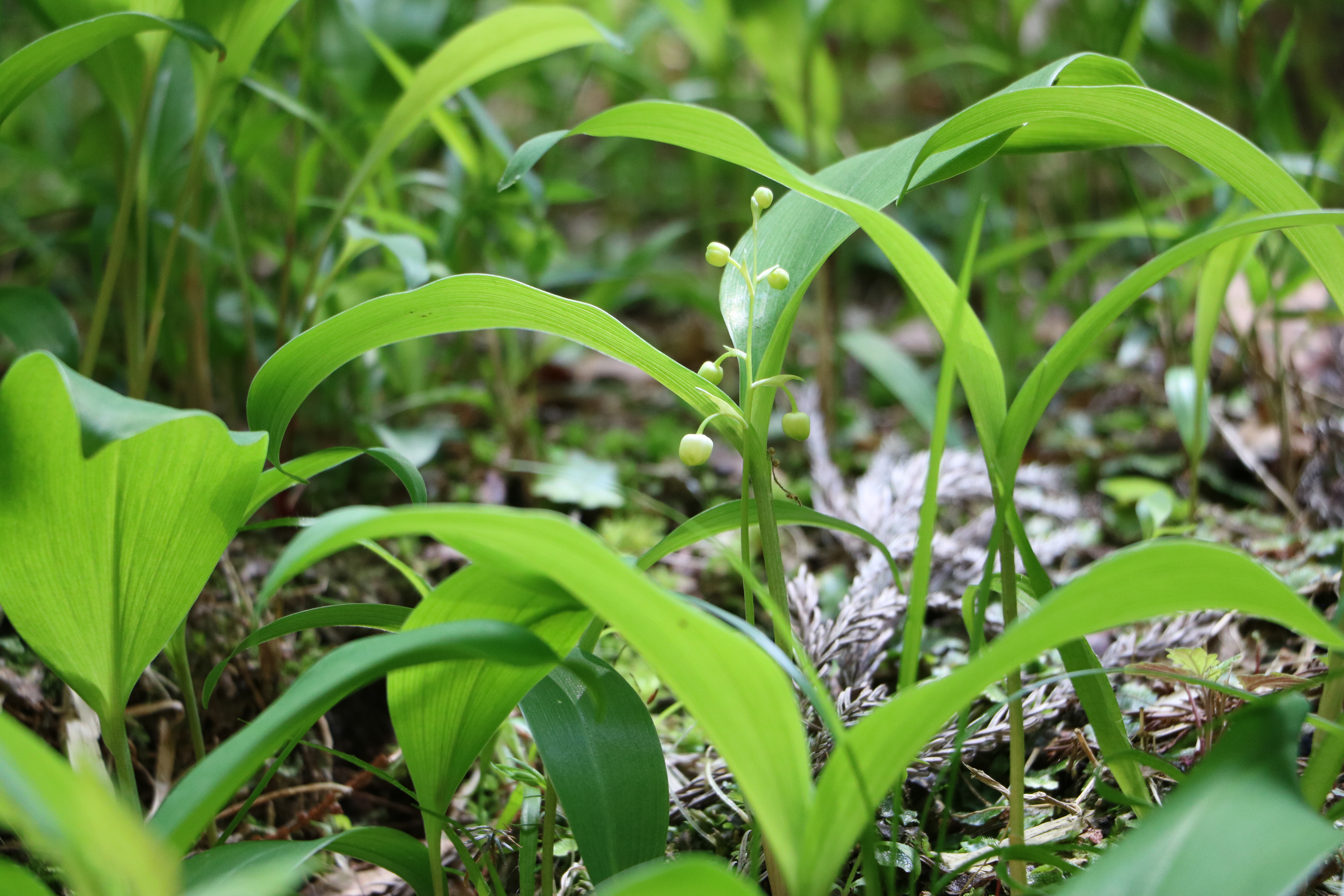
吐山スズラン群落。小さなつぼみ。2023年5月10日撮影。

吐山スズラン群落（はやまスズランぐんらく）は、奈良県奈良市都祁吐山町にある国の天然記念物に指定されたスズランの群生地である。
スズラン（鈴蘭、学名: Convallaria majalis var. manshurica）は、スズラン亜科スズラン属に属する多年草の一種であるが、世界各地に数種類の変種があり、園芸品種として花屋やガーデニングなどでよく見かけるものはヨーロッパ原産のドイツスズラン（C. m. var. majalis）である。それに対し本記事で解説する群生地のスズランは、日本に自生する在来種の Convallaria majalis var. keiskei である（以下記述するスズランは日本在来種を指す）。日本の山野でよく見かける在来種のスズランは同種のみであり、本州の中部地方以北の東北地方や北海道では普遍的に自生しており決して珍しいものではないが、夏は冷涼でやや乾燥した気候を好むため、温暖かつ多湿な西日本での自生地は少ない。
奈良県東北部の大和高原一帯は、日本国内におけるスズラン自生地の南限のひとつで、本記事で解説する吐山スズラン群落（奈良市都祁吐山地区）と、東北側に隣接する向淵（むこうじ）スズラン群落（宇陀市室生向渕地区）は、自生分布南限における比較的規模の大きな群生地であり、指定基準10「著しい植物分布の限界地」として、吐山と向淵の2物件それぞれが、1930年（昭和5年）11月19日に国の天然記念物に指定された。例年5月中旬から6月にかけて開花する。

## 解説

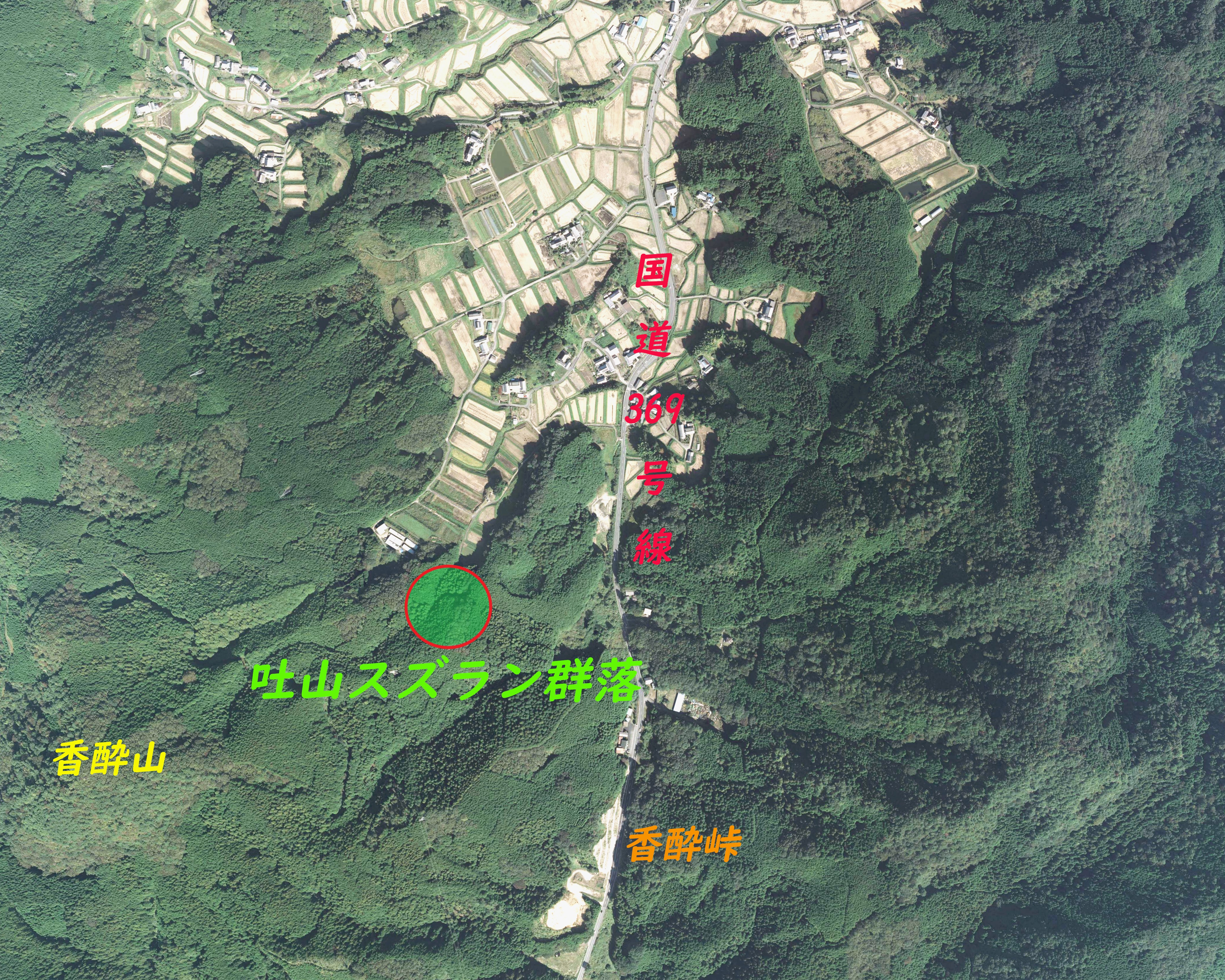
吐山スズラン群落周辺の空中写真。。2011年10月9日撮影の3枚を合成作成。

吐山スズラン群落のある奈良市都祁吐山町は、2005年（平成17年）に奈良市へ編入されるまでは山辺郡都祁村であった所で、奈良県北東部に広がる大和高原南部の一角に所在する。
吐山スズラン群落の指定地は、吐山（はやま）地区を南北に縦断する国道369号の香酔峠（こうずいとうげ）の北側、国道沿いから農道を南西方向へ800メートルほど登った、スギの植林地の広がる標高約550から600メートルの傾斜地にあり、南側の宇陀市との境界にある香酔山（標高795メートル）の北面に位置している。ここから北東側に5キロメートル程の場所にある、同じく国の天然記念物に指定された向淵スズラン群落（宇陀市室生向渕）と同日の、1930年（昭和5年）11月19日に国の天然記念物に指定された
1943年（昭和18年）に『大和の名勝と天然記念物』を著した植物学者の小清水卓二は、同書のなかで吐山スズラン群落の解説に1/50,000地形図を添付しており、それによれば吐山地区の小字オクカイト（オクイトとも）、小字ヤナクボの2地点が、吐山スズラン群落の所在地として記載されているが、このうち見学のための遊歩道などが整備されているのはオクカイト（オクイト）と呼ばれる地点である。小清水の調査によれば、当地一帯（旧都介野村）のスズランは、吐山地区の北西に隣接する同村の相河（そうご）地区から以東および以南の安山岩の風化土壌の上部を被う腐植土の上に局限して自生し、おおむね北面の傾斜地と平地に分布しており、腐植土の深さは平均20から30センチメートルで透水性に富み、スズランの生育に適している。
その後の調査により吐山地区周辺では指定地以外にも複数のスズラン群落が確認され、特に指定地から北東北へ2キロメートルほどの位置にある山城の、吐山城跡北側山腹に大規模な自生地が確認されている。
スズランは落葉樹林下に下草のように生育し、多少の太陽光線を必要とするが、1930年（昭和5年）の天然記念物指定後、指定地ではスズラン以外の樹木の伐採や現状変更が制限されたため、スズラン群落の上部を被うクヌギやコナラなどの林冠が繁茂し日光が遮られた結果、スズランが高木の少ない指定地外へ分布移動し、ついに指定地内の一部ではスズランの生育が見られなくなってしまった。やむをえず指定地内の一部の林冠部を伐採したところ、再びスズランの群落が復活、再生した経緯があり、小清水は「生物の保存には斯の如き點を頗る考慮する必要があると痛感した」と述べている。
当地のスズランは、ノダケ、ノブキ、ワラビ、チガヤ、ノギランなどと混在して生育しており、1平方メートルあたりの株数は平均70から100株で、最も多い場所では350株を数える。
大和高原の一角に所在する吐山地区は周辺と比較して平均気温が低く、太平洋戦争終戦後しばらくの間までは冬季に凍り豆腐や寒天の製造が露天で行われていたほどで、夏季も比較的冷涼であり、スズランの生育に適した気象条件を備えている。
一方で隣接する向淵スズラン群落と同様に、水田の緑肥として周囲の下草の使用が激減したため、下草狩りが行われないようになり、落葉広葉樹林もスギやヒノキの植林地に転換され、スズランの生育環境は悪化している。また、一時期スズランの盗採なども増加したため地元自治体では指定地の周囲に防護柵を設けたり、地元有志らによる上層木の枝打ちや下草狩りなどが行われ、スズラン群落の保護育成に努めている。
ただ、2000年代以降、開花するスズランは減少傾向にあるとされ、日照の低下や多雨などの環境の変化、鹿などの食害、土中に含まれる栄養分の不足などが影響していると分析されている。

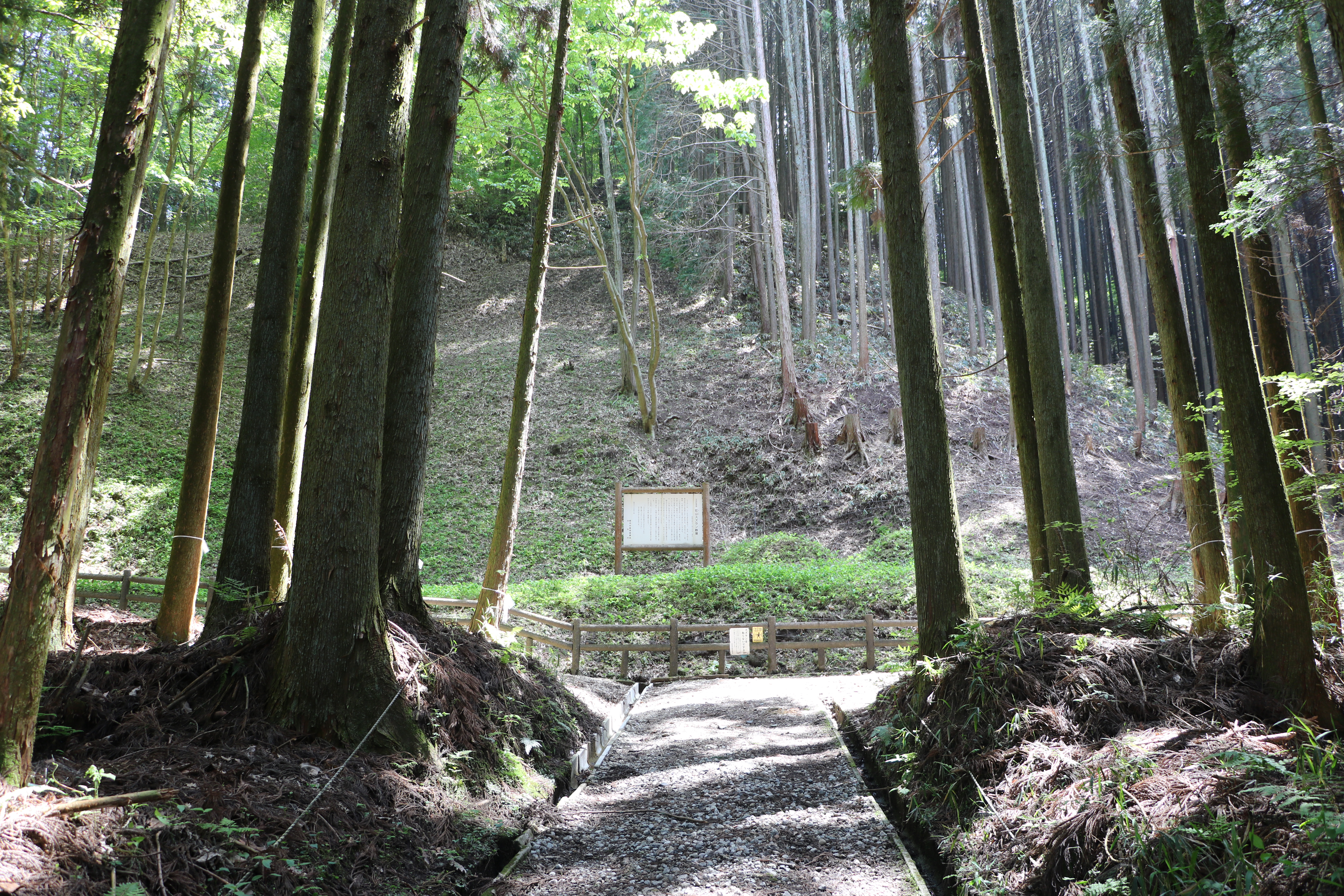
天然記念物指定地は植林地に囲まれている。
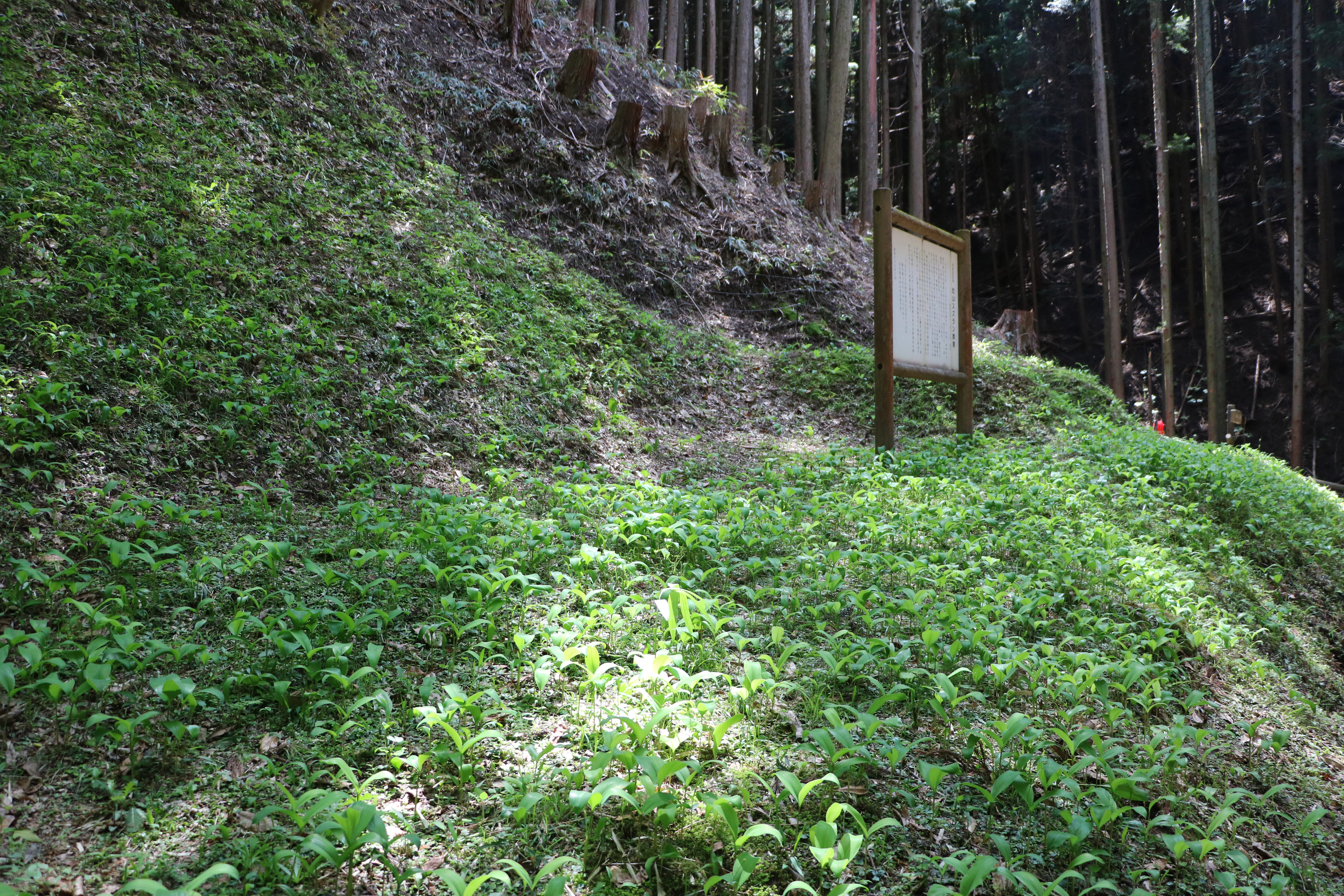
吐山スズラン群落指定地。
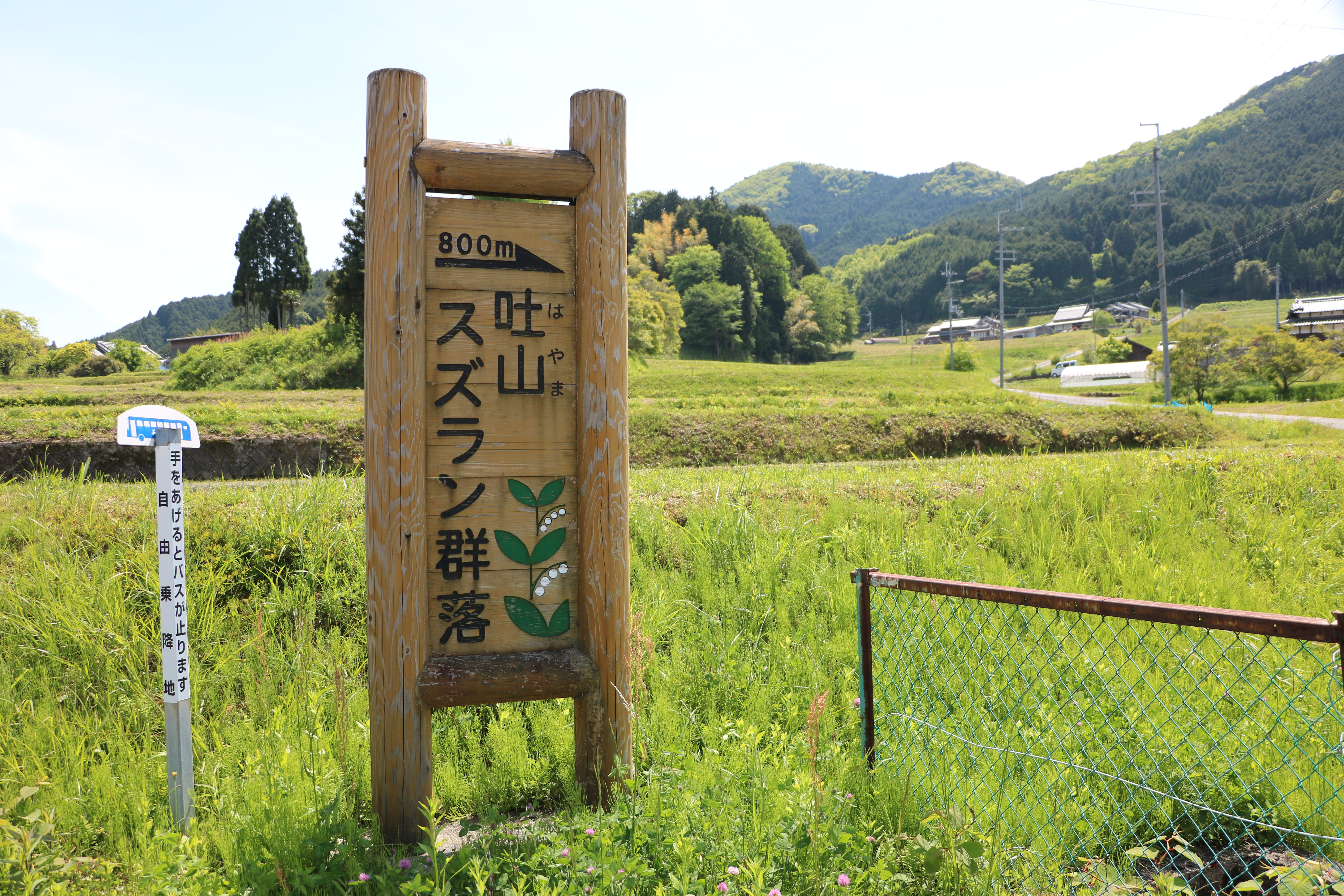
国道369号線沿いに設けられた吐山スズラン群落入口の案内看板。

## 交通アクセス
所在地
- 奈良県奈良市都祁吐山町

交通
- 近畿日本鉄道大阪線榛原駅より奈良交通路線バス針インター行き乗車約11分、吐山南口下車、徒歩約15分[7]。
- 最寄りの自動車専用道路出入口は名阪国道針インターチェンジ。
  - 吐山スズラン群落周辺には駐車場がないため、吐山公民館駐車場へ駐車。スズラン群落までは徒歩約30分[7]。